# Шена
Шена (итал. Scena) — коммуна в Италии, располагается в регионе Трентино — Альто-Адидже, в провинции Больцано.
Население составляет 2788 человек (2008 г.), плотность населения составляет 58 чел./км². Занимает площадь 48 км². Почтовый индекс — 39017. Телефонный код — 0473.
В коммуне 15 августа особо празднуется Успение Пресвятой Богородицы.

## Демография
Динамика населения:

## Администрация коммуны
- Официальный сайт: http://www.comune.scena.bz.it/ Архивная копия от 23 августа 2008 на Wayback Machine